# Hipódromo de Jägersro
O Hipódromo de Jägersro é uma praça de corrida de cavalos de Malmö, na Suécia.

Foi inaugurado em  1907.
É um dos três principais hipódromos da Suécia – Solvalla, Jägersro e Täby.
As principais competições aqui realizadas são Svenskt Derby (em julho), Svenskt Kriterium (em agosto) e Svenskt Travderby.

## Detalhes da pista
O hipódromo conta com uma pista de trote (1 000 m) e uma pista de galope (1 460 m).